# 충청남도의 유형문화재 (제201호 ~ 제300호)
충청남도 유형문화재는 지방유형문화재 중에서 충청남도에 있는 문화재를 의미한다.

## 지정목록

### 제201호 ~ 제300호
| 번호  | 사진 | 명칭                                                                                     | 소재지                                                 | 관리자 (단체)                                      | 지정일                | 참조 |
| 201호 |      | 청양 화정사 목조보살좌상 (靑陽 和鼎寺 木造菩薩坐像)                                      | 충남 청양군 남양면 수단길 192 (신왕리 262-4)           | 화정사 주지                                        | 2009년 1월 20일 지정  |      |
| 202호 |      | 김만증 초상 (金萬增 肖像)                                                                | 충남 논산시                                            | 김영순                                             | 2010년 7월 30일 지정  |      |
| 203호 |      | 임득의 초상 (林得義 肖像)                                                                | 충남 홍성군                                            | 평택임씨 평성군파 종친회 (임철환)                  | 2010년 7월 30일 지정  |      |
| 204호 |      | 예산 천방사 금동여래좌상 (禮山 千方寺 金銅如來坐像)                                      | 충남 예산군                                            | 이은규                                             | 2010년 7월 30일 지정  |      |
| 205호 |      | 부여 대조사 목조보살좌상 (扶餘 大鳥寺 木造菩薩坐像))                                     | 충남 부여군 임천면 성흥로197번길 112                   | 대조사                                             | 2010년 7월 30일 지정  |      |
| 206호 |      | 천수원명금고 (薦壽院銘 金鼓)                                                             | 충남 아산시                                            | (재)구정문화재단                                   | 2010년 7월 30일 지정  |      |
| 207호 |      | 온양민속박물관 소장 금고 (溫陽民俗博物館 所藏 金鼓)                                      | 충남 아산시                                            | (재)구정문화재단                                   | 2010년 7월 30일 지정  |      |
| 208호 |      | 온양민속박물관 소장 용문촛대                                                             | 충남 아산시                                            | (재)구정문화재단                                   | 2010년 7월 30일 지정  |      |
| 209호 |      | 금산 미륵사 석조불두 및 마애불편 일괄 (錦山 彌勒寺 石造彿頭 및 磨崖彿片 一括)            | 충남 금산군 복수면 지량리 산122                        | 미륵사                                             | 2010년 12월 30일 지정 |      |
| 210호 |      | 충청수영 내삼문 (忠淸水營 內三門)                                                        | 충남 보령시 오천면 소성리 596                          | 보령시                                             | 2010년 12월 30일 지정 |      |
| 211호 |      | 갑사 내원암 (甲寺 內院庵)                                                                | 충남 공주시 계룡면 중장리 43                           | 갑사                                               | 2011년 7월 20일 지정  |      |
| 212호 |      | 서산 정충신문서 일괄 (瑞山 鄭忠信文書 一括)                                              | 충남 서산시                                            | 금성정씨문중                                       | 2011년 7월 20일 지정  |      |
| 213호 |      | 서산 해월사 목조관음보살좌상 및 복장일괄 (瑞山 海月寺 木造觀音菩薩坐像 및 服裝一括)      | 충남 서산시                                            | 해월사                                             | 2011년 7월 20일 지정  |      |
| 214호 |      | 금산 보석사 목조석가여래삼존좌상 (錦山 寶石寺 木造釋迦如來三尊坐像)                      | 충남 금산군 남이면 보석사1길 30 (석동리 711)           | .                                                  | 2011년 7월 20일 지정  |      |
| 215호 |      | 보령 선림사 목조관음보살좌상 (保寧 禪林寺木造觀音菩薩坐像)                               | 충남 보령시 오천면 소성리 산5-1                        | 선림사                                             | 2011년 7월 20일 지정  |      |
| 216호 |      | 보령 선림사 목조석가여래좌상 (保寧 禪林寺 木造釋迦如來坐像)                              | 충남 보령시 오천면 소성리 산5-1                        | 선림사                                             | 2011년 7월 20일 지정  |      |
| 217호 |      | 함흥읍도 (咸興邑圖)                                                                      | 충남 공주시 의당면 중흥리 457                          | 구종모                                             | 2011년 7월 20일 지정  |      |
| 218호 |      | 충현서원소장 주자영정 (忠賢書院 所藏 朱子影幀)                                           | 충남 공주시 반포면 공암리 381                          | 충현서원                                           | 2011년 7월 20일 지정  |      |
| 219호 |      | 홍가신선생교지 (洪可臣先生 敎旨)                                                         | 충남 아산시                                            | 남양홍씨문장공파종중                               | 2011년 7월 20일 지정  |      |
| 220호 |      | 용화사 석조여래입상 (龍華寺 石造如來立像)                                                | 충남 아산시 송악면 외암리 375-8번지                    | 용화사 주지                                        | 2013년 2월 12일 지정  |      |
| 221호 |      | 홍성 고산사 석조여래입상 (洪城 高山寺 石造如來立像)                                      | 충남 홍성군                                            | 고산사                                             | 2013년 4월 10일 지정  |      |
| 222호 |      | 김이교 유물 일괄 (金履喬 遺物 一括)                                                      | 충남 공주시 금흥동 110-2                               | 충청남도역사문화원                                 | 2013년 4월 22일 지정  |      |
| 223호 |      | 공주 청련암 목조관음보살좌상 (靑蓮庵 木造觀音菩薩坐像)                                   | 충남 공주시 사곡면 운암리 575                          | 마곡사 청련암                                      | 2013년 4월 22일 지정  |      |
| 224호 |      | 공주 원효사 소장 경전 일괄 (公州 元曉寺 所藏 經典 一括)                                  | 충남 공주시 금학동 323-3                               | 원효사                                             | 2013년 4월 22일 지정  |      |
| 225호 |      | 논산 쌍계사 목조석가여래삼불좌상 (論山 雙溪寺 木造釋迦如來三佛坐像)                      | 충남 논산시                                            | 쌍계사                                             | 2013년 4월 22일 지정  |      |
| 226호 |      | 부전대동계 (浮田 大洞契)                                                                 | 충남 공주시 금흥동 110-2                               | 충청남도역사문화원                                 | 2013년 4월 22일 지정  |      |
| 227호 |      | 공주 보림사 소장 묘법연화경 권4                                                          | 충남 공주시 반포면 마암리 662-2                        | 보림사                                             | 2013년 4월 22일 지정  |      |
| 228호 |      | 공주 갑사 대적전 목조아미타삼존불좌상                                                    | 충남 공주시 계룡면 중장리 52 갑사 대적전               | 갑사 주지                                          | 2013년 12월 20일 지정 |      |
| 229호 |      | 공주 갑사 내원암 목조석가여래좌상 및 복장유물                                            | 충남 공주시 계룡면 중장리 52 갑사 대적전               | 갑사 주지                                          | 2013년 12월 20일 지정 |      |
| 230호 |      | 공주 갑사 대성암 목조보살좌상                                                            | 충남 공주시 계룡면 중장리 52 갑사 대성암               | 갑사 주지                                          | 2013년 12월 20일 지정 |      |
| 231호 |      | 청양 모덕사 최익현초상                                                                   | 충남 청양군 목면 나분동길 12                           | 청양군수                                           | 2014년 9월 1일 지정   |      |
| 232호 |      | 노혁 왕지                                                                                | 충남 공주시 국고개길 24, 충청남도 역사박물관           | 공주시장                                           | 2014년 9월 1일 지정   |      |
| 233호 |      | 보령 백운사 목조보살좌상                                                                 | 충남 보령시 성주면 심원계곡로 259-200                  | 백운사 주지                                        | 2014년 9월 1일 지정   |      |
| 234호 |      | 전 자암 김구 벼루 (傳 自庵 金絿 벼루)                                                    | 충남 공주시 국고개길 24, 충청남도 역사박물관           | 자암기념사업회                                     | 2014년 9월 1일 지정   |      |
| 235호 |      | 강세황육십구세상 (姜世晃六十九歲像)                                                      | 충남 천안시 동남구 청당동                              | 강태욱                                             | 2016년 3월 10일 지정  |      |
| 236호 |      | 공주 국선사 천룡도 (公州 國僊寺 天龍圖)                                                  | 충남 공주시 정안면 사현리                              | 국선사 주지                                        | 2016년 3월 10일 지정  |      |
| 237호 |      | 한원진 초상 일괄 (韓元震 肖像 一括)                                                      | 충남 홍성군 홍성읍 홍주성역사관                        | 홍성군수                                           | 2016년 3월 10일 지정  |      |
| 238호 |      | 공주 마곡사 영산전 목조칠불좌상 및 복장유물 (公州 麻谷寺 靈山殿木造七佛坐像 및 腹藏遺物) | 충남 공주시 사곡면 운암리 마곡사                       | 마곡사 주지                                        | 2016년 3월 10일 지정  |      |
| 239호 |      | 서천 이종선 효자비 (舒川 李種善 孝子碑)                                                  | 충남 서천군 한산면 죽촌리 341-1                        | 한산이씨양경공파종회                               | 2016년 12월 30일 지정 | ,    |
| 240호 |      | 아산 세심사 소조여래좌상 (牙山 洗心寺 塑造如來坐像)                                      | 충남 아산시 염치읍 산양길 180                          | 대한불교조계종 아산 세심사 (세심사 주지)           |                       | ,    |
| 241호 |      | 청양 정혜사 목조석가여래삼불좌상 (靑陽 定慧寺 木造釋迦如來三佛坐像)                      | 충남 청양군 장평면 상지길 165-10                       | 대한불교조계종 청양 정혜사 (정혜사)                | 2018년 1월 22일 지정  | ,    |
| 242호 |      | 공주 학림사 육조대사법보단경 (公州 鶴林寺 六祖大師法寶壇經)                              | 충남 공주시 반포면 제석골길 67번길                     | 대한불교조계종 학림사(학림사)                      | 2018년 8월 10일 지정  |      |
| 243호 |      | 당진 안민학 애도문 및 백자명기 (唐津 安敏學 哀悼文 및 白磁明器)                          | 충남 당진시 밤절로 2-10 (원당동 921-4)                 | 안○환/안○원                                        | 2018년 8월 10일 지정  |      |
| 244호 |      | 천안 광덕사 목조석가여래삼불좌상 (天安 廣德寺 木造釋迦如來三佛坐像)                      | 충남 천안시 광덕면 광덕사길 30                         | 대한불교조계종 광덕사 주지 (광덕사 주지)           | 2019년 1월 30일 지정  |      |
| 245호 |      | 천안 박장원 초상 및 함 (天安 朴長遠 肖像 및 函)                                          | 충남 천안시 동남구 천안대로 429-13 천안박물관          | 박○기(박○기)                                       | 2019년 1월 30일 지정  |      |
| 246호 |      | 서천 한산이씨 계미보책판 (舒川 韓山李氏 癸未譜冊板)                                      | 충남 서천군 기산면 서원로 172번길 66 (문헌서원 장판각) | 한산이씨 대종회 이사장 (한산이씨 대종회 이사장)    | 2019년 1월 30일 지정  |      |
| 247호 |      | 서천 한산이씨 경신보책판 (舒川 韓山李氏 庚申譜冊板)                                      | 충남 서천군 기산면 서원로 172번길 66 (문헌서원 장판각) | 한산이씨 대종회 이사장 (한산이씨 대종회 이사장)    | 2019년 1월 30일 지정  |      |
| 248호 |      | 청양 최익현초상 (靑陽 崔益鉉肖像)                                                        | 충남 청양군 대치면 장곡길 43-24, 백제문화체험박물관    | 청양군수 (청양군수)                                | 2019년 1월 30일 지정  |      |
| 249호 |      | 청양 최익현압송도 (靑陽 崔益鉉押送圖)                                                    | 충남 청양군 대치면 장곡길 43-24, 백제문화체험박물관    | 청양군수 (청양군수)                                | 2019년 1월 30일 지정  |      |
| 250호 |      | 홍성 상하리 마애보살입상 (洪城 上下里 磨崖菩薩立像)                                      | 충남 홍성군 상하리 산1-1                               | 산림청장 (홍성군수)                                | 2019년 1월 30일 지정  |      |
| 251호 |      | 예산 향천사 목조아미타여래삼존좌상 (禮山 香泉寺 木造阿彌陀如來三尊坐像)                  | 충남 예산군 예산읍 향천사로 117-20                     | 대한불교조계종 향천사 주지 (향천사 주지)           | 2019년 1월 30일 지정  |      |
| 252호 |      | 공주 박약재 (公州 博約齋)                                                                | 충남 공주시 반포면 공암리 415-3번지                    | 이천서씨 문목공파 종중회(이천서씨 문목공파 종중회) | 2019년 12월 2일 지정  | ,    |

### 지정 예고
| 번호   | 사진 | 명칭                                                | 소재지                       | 관리자 (단체)                 | 지정예고일                | 참조 |
| 미지정 |      | 아산 송암사 석조보살입상 (牙山 松岩寺 石造菩薩立像) | 충남 아산시 송악면 외암리 26 | 재단법인 선학원 (송암사 주지) | 2019년 1월 30일 지정 예고 |      |